# M'doukal
M'doukal ou Amdoukal ou M'doukel, est une commune de la wilaya de Batna en Algérie.

## Géographie

### Situation
Le territoire de la commune M'doukal se situe au sud-ouest de la wilaya de Batna.
Elle est proche frontalière de la Wilaya de M'Sila et de celle de Biskra. Située sur les contreforts du sud de l'Atlas saharien (Aurès), cette oasis qui domine les steppes du Hodna est l'autre porte du désert algérien avec El Kantara.
| Bitam                      | Bitam                    | Bitam |
| Bitam                      | M'doukal                 | Bitam |
| Zarzour (wilaya de M'Sila) | Tolga (wilaya de Biskra) | Bitam |

### Localités de la commune
La commune de M'doukal est composée principalement d'une seule localité : M'doukal Centre.

### Géologie
À la suite de l'émergence du seuil de M'doukal par des formations lacustres et par des dunes il y a quelques milliers d'années, le chott el Hodna a pu se former ; c'est l'une des raisons pour lesquelles la région de M'doukal dispose d'une si belle palmeraie. En 1914, alors sous domination française, M'doukel s'est vu attribuer le prix de la plus belle oasis d'Afrique du Nord.

## Histoire
De 1937 à 1941, plusieurs expéditions archéologiques ont exploré les vestiges d'un petit fort romain situé à environ 6 km au sud de M'doukal. De forme carrée de 86,80 × 85,90 mètres avec quatre tours d'angle faisant saillie (type quadriburgus), il est construit en briques crues sur un soubassement en moellons de grès et cailloux de rivière. D'après une grande inscription trouvée sur place. il est daté de 303 sous Dioclétien et identifié sous le nom d'Aqua Viva (« l'Eau vive », en raison de sources pérennes à proximité). Ce petit poste qualifié de centenarium était occupé par des troupes de recrutement local (limitanei) stationnées en bordure de la province de Numidie. Un petit cimetière voisin contenait quelques tombes d'hommes adultes d'une femme et d'enfants, supposées chrétiennes d'après l'orientation des corps.
Avec plus de 16 siècles d'histoire, selon des historiens tels que Ibn Khaldoun et El Ouartilani, la ville de M'doukal (« compagnons » en Tamazight) à 100 km au sud-ouest du chef-lieu de la Wilaya de Batna, dans l'est du pays, se pose comme l'une des plus vieilles cités de la région de l'Aurès.
Pratiquement à cheval sur les trois Wilayas de Batna, M'Sila et Biskra, du côté de la Wilaya de Batna, M'doukal occupe une place stratégique qui en a fait par le passé une plaque tournante entre le Sud et le Nord. C'est à cette position que l'oasis devra d'ailleurs sa renommée et la place de choix qu'elle a dans l'histoire de la région.
Une légende locale rapporte même que Dihya, surnommée également Kahena, aurait séjourné entre les murs de M'doukal.

### Ksour
La ville de M'doukal possède plusieurs ksour. Le ksar original qui était construit à l'intérieur de la fortification avait quatre portes : Bab Sour, Bab Rahba, Bab Nadeer, et Bab Hamraya.

## Démographie

### Évolution démographique
| 1966  | 1977  | 1984  | 1998  | 2008  |
| ----- | ----- | ----- | ----- | ----- |
| 4 584 | 6 097 | 7 000 | 7 213 | 9 010 |

## Personnalités liées à M'doukal
- Othmane Ariouat: acteur algérien ayant joué dans plusieurs films algériens historiques, sociaux, comiques, dramatiques.
- Ahmed Aroua : médecin, recteur de l'université de Constantine, est né le 11 mai 1926 à M'doukal.
- Kouici Mustapha : ancien joueur du CRB et de l'équipe nationale de football, né le 16 avril 1954 à M’doukal .
- Kamel Aouis: ancien joueur de la JSK et de L'équipe nationale de football, est originaire de M'doukal.